# Antonio Cajamarca Yánez
José Antonio Cajamarca Yánez (Guayaquil, 29 de noviembre de 1912 - 23 de diciembre de 1995) fue el primer actor cómico ecuatoriano, más conocido como Toñito Pajarito por su personaje del programa cómico radial La Escuelita Cómica.

## Biografía
Nació en Guayaquil el 29 de noviembre de 1912, hijo del militar quiteño Francisco Cajamarca y de la riobambeña Mercedes Yánez Bahamonde.

### Carrera
En 1962 creó La Escuelita Cómica, un programa cómico infantil, basado en un colombiano, el cual fue transmitido en Canal 4 (luego Telesistema, hoy RTS), que conformaron sus hijos y luego de pasar por varios canales, en los años 1970, terminó siendo un programa radial en Radio Cristal.
En 1994, debido a su avanzada edad, abandonó el programa y finalmente falleció el 23 de diciembre de 1995 a los 83 años de edad 2 días antes de la Navidad de 1995.